# Triplophysa turpanensis
Triplophysa turpanensis är en fiskart som beskrevs av Wu 1992. Triplophysa turpanensis ingår i släktet Triplophysa och familjen grönlingsfiskar. IUCN kategoriserar arten globalt som livskraftig. Inga underarter finns listade i Catalogue of Life.